# Santuario di Nostra Signora delle Grazie (Vernazza)
Il santuario di Nostra Signora delle Grazie o di San Bernardino è un luogo di culto cattolico situato nella località di San Bernardino nel comune di Vernazza, in provincia della Spezia.
Il santuario fa parte, insieme al santuario di Nostra Signora di Montenero a Riomaggiore, al santuario di Nostra Signora della Salute a Volastra, al santuario di Nostra Signora di Reggio a Vernazza e al santuario di Nostra Signora di Soviore a Monterosso al Mare, dei "santuari delle Cinque Terre".

## Storia e descrizione
Secondo le fonti storiche l'attuale edificio sorse nel corso del XIX secolo sulle fondamenta di un'antica cappella edificata nel tardo medioevo.
Tra gli elementi artistici conservati una tela della Madonna col Bambino, incoronata nel 1874, e che originariamente era assemblata assieme alle due raffigurazioni di san Bernardo di Chiaravalle e san Bernardino da Siena. Successivamente divisa, l'icona con la Madonna è collocata sopra l'altare maggiore, i due santi nei due ovali alle pareti laterali.
La festa del santuario si celebra l'8 settembre.